# Hrabstwo Calhoun (Georgia)

Piramida wieku hrabstwa

Hrabstwo Calhoun (ang. Calhoun County) – hrabstwo w stanie Georgia, w Stanach Zjednoczonych. Z gęstością 7,5 os./km² należy do najsłabiej zaludnionych hrabstw Georgii. Jego siedzibą administracyjną jest Morgan.

## Geografia
Według spisu z 2000 obszar całkowity hrabstwa obejmuje powierzchnię 283,57 mil2 (734,44 km²), z czego 280,18 mil2 (725,66 km²) stanowią lądy, a 3,39 mil2 (8,78 km²) stanowią wody.

### Miejscowości
- Edison
- Leary
- Morgan

### Sąsiednie hrabstwa
- Hrabstwo Terrell (północny wschód)
- Hrabstwo Dougherty (wschód)
- Hrabstwo Baker (południowy wschód)
- Hrabstwo Early (południowy zachód)
- Hrabstwo Clay (zachód)
- Hrabstwo Randolph (północny zachód)

## Demografia
Według spisu z 2020 roku liczy 5573 mieszkańców, co oznacza spadek o 16,7% w porównaniu z poprzednim spisem z roku 2010. Według danych pięcioletnich z 2021 roku 61,4% to czarnoskórzy lub Afroamerykanie, 35% biali (31,3% nie licząc Latynosów), 1,5% miało rasę mieszaną, 1,2% Azjaci, 0,5% to rdzenna ludność Ameryki i 0,4% pochodziło z wysp Pacyfiku. Latynosi stanowili 5,6% populacji hrabstwa.

## Polityka
Hrabstwo jest przeważająco demokratyczne, gdzie w wyborach prezydenckich w 2020 roku, 57,5% głosów otrzymał Joe Biden i 42% przypadło dla Donalda Trumpa. 